# Коимбра, Кристиан
Кристиан Микаэль Коимбра Ариас (исп. Cristian Michael Coimbra Arias; род. 31 декабря 1988 года, Санта-Крус-де-ла-Сьерра) — боливийский футболист, защитник клуба «Рояль Пари». Выступал в сборной Боливии.

## Клубная карьера
Коимбра начал карьеру в клубе «Гуабира». Он отыграл за команду пять сезонов в боливийской лиге, приняв участие в более 100 матчах. После Кристиан два года выступал за «Спорт Бойз Варнес». Летом 2014 года он перешёл в «Блуминг». 11 августа в матче против «Насьональ Потоси» Суарес дебютировал за новую команду. В 2016 году вернулся в «Спорт Бойз Варнес».

## Международная карьера
В 2015 году Коимбра попал в заявку на участие в Кубке Америки в Чили. На турнире он сыграл в матчах против сборных Эквадора, Чили и Перу.